# Piotr Łasak
Piotr Łasak – polski ekonomista, specjalizujący się w zagadnieniach związanych z finansami międzynarodowymi, kryzysami finansowymi i walutowymi oraz problematyce regulacji i nadzoru nad sektorem bankowym. Szczególną uwagę poświęca procesom transformacji cyfrowej rynku finansowego. Do jego zainteresowań naukowych należy również rozwój chińskiego rynku finansowego.
Ukończył studia na kierunku „Finanse i bankowość” na Akademii Ekonomicznej w Krakowie w 2003 r. W 2008 r. obronił rozprawę doktorską pt. Nadzór nad rynkiem bankowym w modelu instytucjonalnym i zintegrowanym – porównanie doświadczeń brytyjskich i polskich na Wydziale Zarządzania i Komunikacji Społecznej Uniwersytetu Jagiellońskiego. W 2020 r. uzyskał stopień doktora habilitowanego w dziedzinie ekonomii i finansów na Uniwersytecie Ekonomicznym w Krakowie.
Jest profesorem Uniwersytetu Jagiellońskiego, gdzie pełni funkcję profesora uczelni w Katedrze Finansów i Ekonomii Międzynarodowej na Wydziale Zarządzania i Komunikacji Społecznej. Od 2024 roku pełni funkcję Dyrektora Instytutu Ekonomii, Finansów i Zarządzania Uniwersytetu Jagiellońskiego. W 25 kwietnia 2025 r. został powołany przez Ministra Sprawiedliwości na członka Rady Naukowej Instytutu Ekspertyz Ekonomicznych i Finansowych. 
Jest autorem bądź współautorem ośmiu książek oraz kilkudziesięciu artykułów naukowych dotyczących tematyki należącej do jego obszarów badawczych. W szczególności rozwoju chińskiego rynku finansowego oraz powstanie systemu shadow banking na tym rynku. Jest członkiem Kolegium Redakcyjnego czasopisma "Bank i Kredyt" oraz wchodzi w skład Editorial Board czasopisma "Journal of Entrepreneurship, Management and Innovation".

## Wybrane publikacje
- The Financial Implications of China’s Belt and Road Initiative. A Route to More Sustainable Economic Growth, Piotr Łasak, René W. H. van der Linden, Palgrave Macmillan, Cham, 2019[7].
- Financial Interdependence, Digitalization and Technological Rivalries. Perspectives on Future Cooperation and Integration in Sino-American Financial Systems, René W. H. van der Linden, Piotr Łasak, Palgrave Macmillan, Cham, 2023[8].
- Sino-EU Economic Relations. Balancing De-risking Strategy with Global Cooperation and Competition, René W. H. van der Linden, Piotr Łasak, Palgrave Macmillan, Cham, 2024[9].
- Digital Transformation and the Economics of Banking. Economic, Institutional, and Social Dimensions, Piotr Łasak, Jonathan Williams (Eds.), Routledge, 2024[10].
- Digital Platforms in Finance and Supply Chain Management[11]Governance, Ethics, and Industry 5.0, Piotr Łasak, Sławomir Wyciślak (Eds.), Routledge, 2025.